# Matucana
Matucana es una ciudad peruana, capital del distrito homónimo ubicado en la provincia de Huarochirí en el departamento de Lima. Se encuentra a 74 km de la ciudad de Lima vía la carretera Central, a 2378 m s. n. m.

## Geografía
Matucana se encuentra ubicada sobre una zona de fallas geológicas que produce periodos de actividad sísmica.
En el 2017 fue sacudida por varios sismos conocidos como “enjambre sísmico”. Esta actividad sísmica se caracteriza por ser de magnitud pequeña y focalizada que se producen por un periodo.

## Clima
| Parámetros climáticos promedio de Matucana | Parámetros climáticos promedio de Matucana | Parámetros climáticos promedio de Matucana | Parámetros climáticos promedio de Matucana | Parámetros climáticos promedio de Matucana | Parámetros climáticos promedio de Matucana | Parámetros climáticos promedio de Matucana | Parámetros climáticos promedio de Matucana | Parámetros climáticos promedio de Matucana | Parámetros climáticos promedio de Matucana | Parámetros climáticos promedio de Matucana | Parámetros climáticos promedio de Matucana | Parámetros climáticos promedio de Matucana | Parámetros climáticos promedio de Matucana |
| Mes                                        | Ene.                                       | Feb.                                       | Mar.                                       | Abr.                                       | May.                                       | Jun.                                       | Jul.                                       | Ago.                                       | Sep.                                       | Oct.                                       | Nov.                                       | Dic.                                       | Anual                                      |
| ------------------------------------------ | ------------------------------------------ | ------------------------------------------ | ------------------------------------------ | ------------------------------------------ | ------------------------------------------ | ------------------------------------------ | ------------------------------------------ | ------------------------------------------ | ------------------------------------------ | ------------------------------------------ | ------------------------------------------ | ------------------------------------------ | ------------------------------------------ |
| Temp. máx. media (°C)                      | 21.1                                       | 21.2                                       | 20.9                                       | 21.1                                       | 20.4                                       | 19.5                                       | 19.2                                       | 19.6                                       | 19.8                                       | 20.3                                       | 20.9                                       | 20.9                                       | 20.4                                       |
| Temp. media (°C)                           | 14.9                                       | 15.2                                       | 14.7                                       | 14.3                                       | 13                                         | 11.7                                       | 11.4                                       | 11.8                                       | 12.6                                       | 13.5                                       | 13.9                                       | 14.2                                       | 13.4                                       |
| Temp. mín. media (°C)                      | 8.8                                        | 9.3                                        | 8.6                                        | 7.6                                        | 5.7                                        | 4                                          | 3.6                                        | 4.1                                        | 5.5                                        | 6.7                                        | 7                                          | 7.5                                        | 6.5                                        |
| Precipitación total (mm)                   | 45                                         | 66                                         | 67                                         | 15                                         | 2                                          | 0                                          | 0                                          | 0                                          | 4                                          | 8                                          | 7                                          | 28                                         | 242                                        |
| Fuente: climate-data.org                   |                                            |                                            |                                            |                                            |                                            |                                            |                                            |                                            |                                            |                                            |                                            |                                            |                                            |

## Turismo
- Cascada de Antakallo, ubicada en la quebrada del río Chucumayo a 2389 m s. n. m. con un salto de 20 m. Tiene un paisaje destacado al cual se llega a pie por un amplio camino de 1,50 m de ancho, a unos 50 minutos de la ciudad. También conocida como Cascada de la Amistad. Si bien los campesinos la conocían, la misma fue dada a conocer al turismo por la profesora Miryam Canicela Olivera el año de 1990 en que se llevó al primer grupo de turistas (10 jefes de boy scouts). Hoy en fines de semana largo recibe hasta más de 2500 visitantes.

- Plaza Mayor, dentro de los lugares más atractivos para visitar en Matucana son sin duda el Parque de la Independencia o Ricardo Bentín que en la década de los años 1990 del siglo XX sufriera una importante modificación.

- Establos de Los Olivos

- Laguna de Arca

## Galería

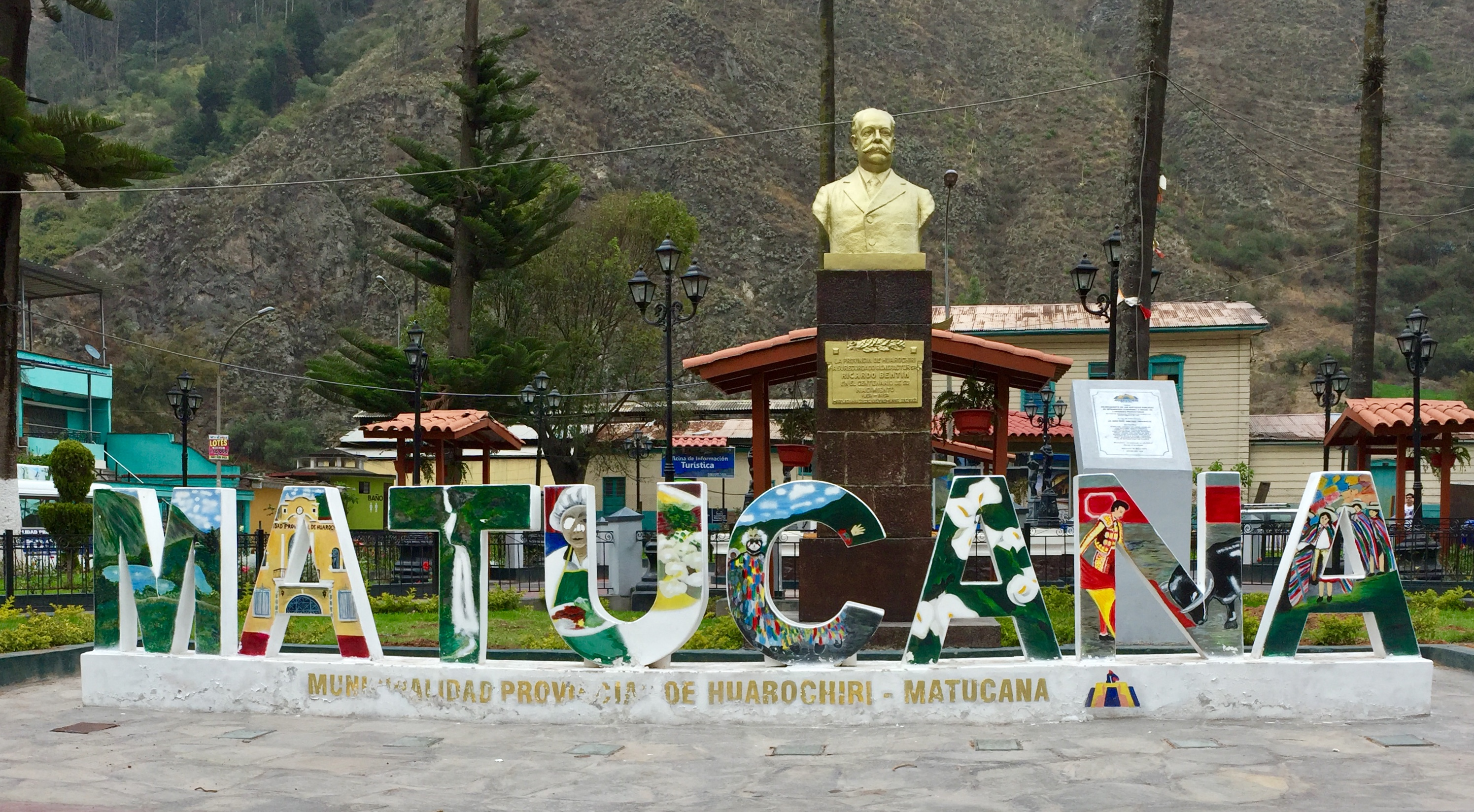
Letrero 3D con el nombre de la ciudad en la plaza Mayor.
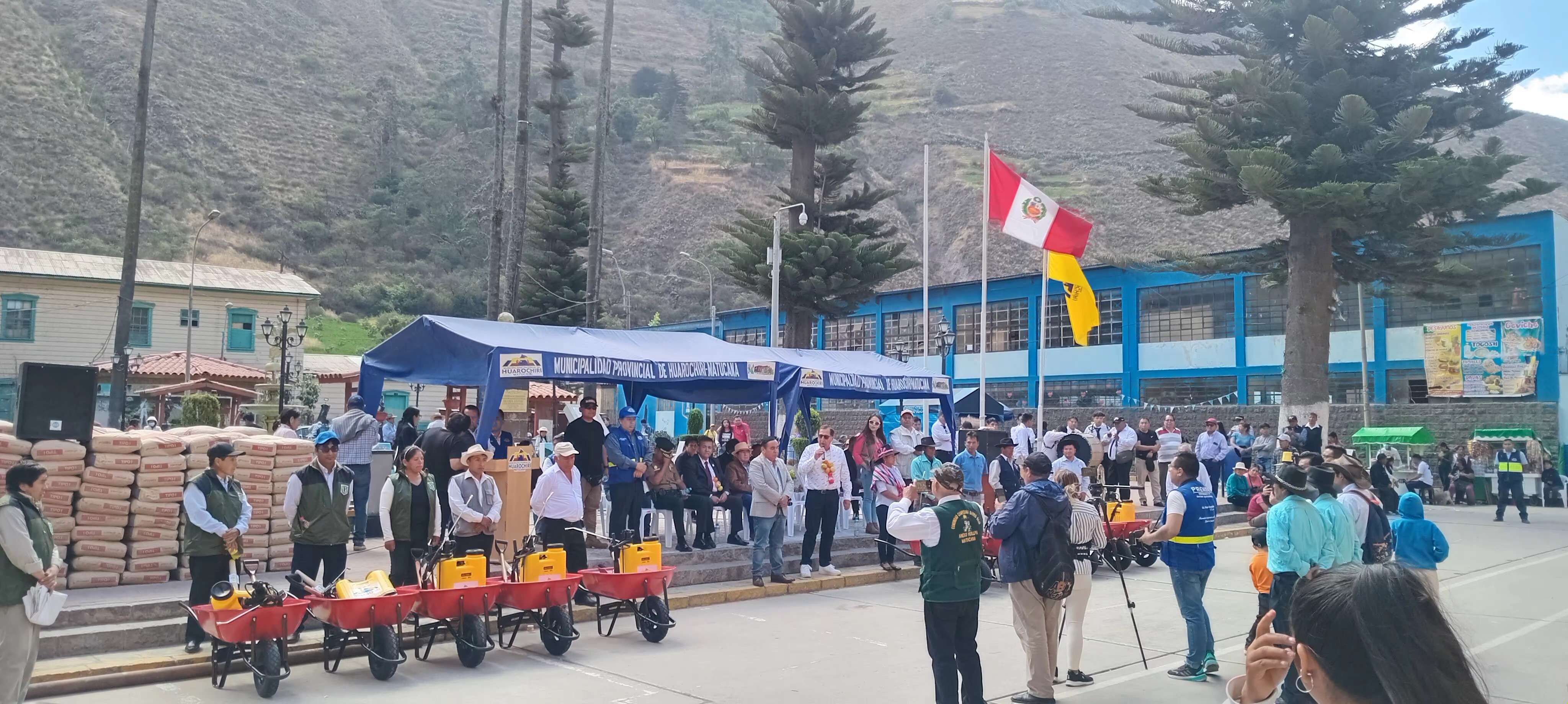
Actividad en la plaza Mayor. Colegio Ricardo Bentín al fondo.
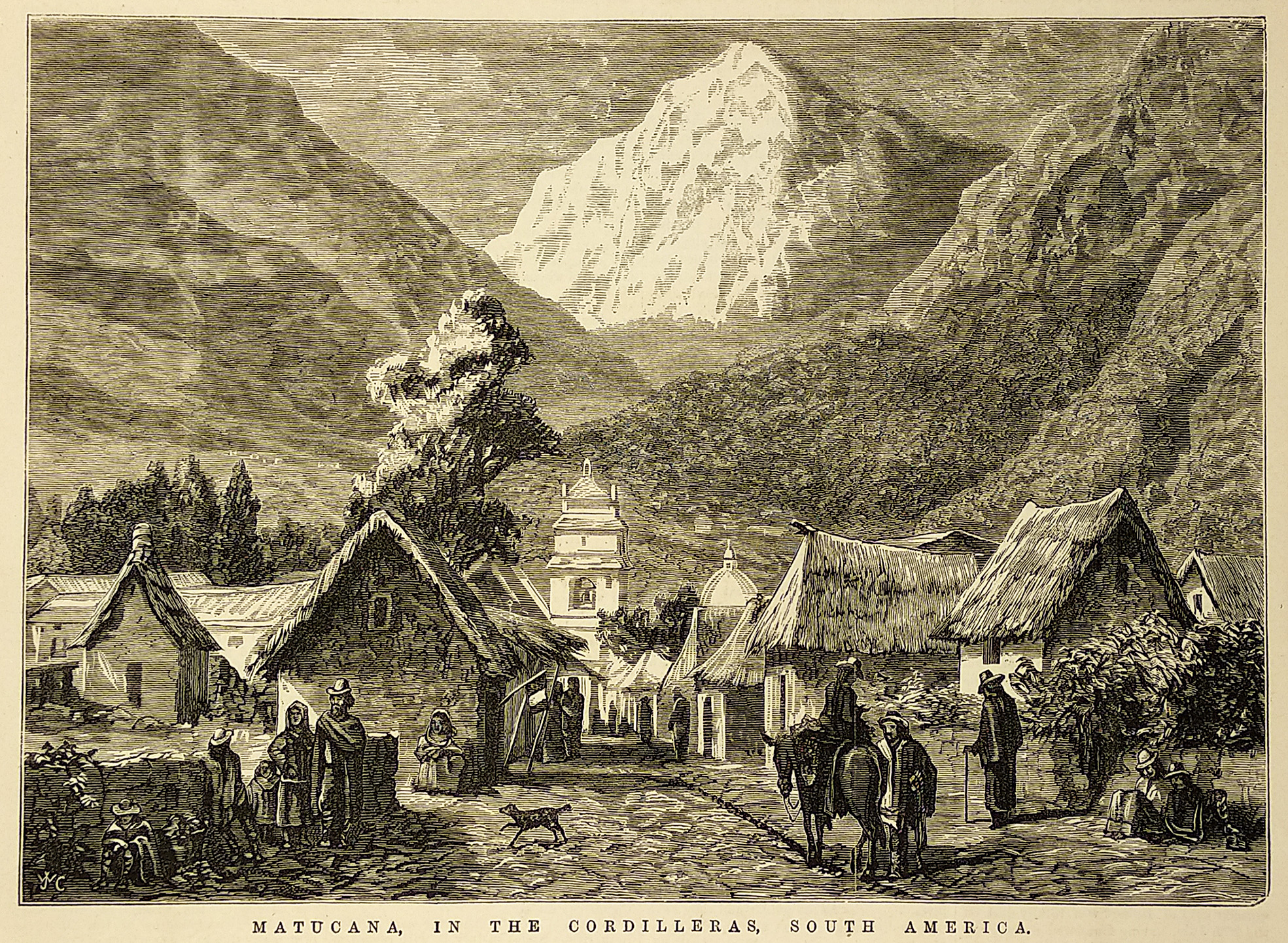
Matucana, en las cordilleras, grabado de 1877 para Australian Illustrated News.
Calle de Matucana retratada por una expedición sueca en 1920.